# Sempervivum luisae
Sempervivum luisae är en fetbladsväxtart som beskrevs av L.Gallo. Sempervivum luisae ingår i släktet taklökar, och familjen fetbladsväxter. Inga underarter finns listade i Catalogue of Life.